# Charles Picart Le Doux
Pour les articles homonymes, voir Picart le Doux et Picart.
 (février 2023).
- Si vous ne connaissez pas le sujet, laissez ce bandeau (vous pouvez alors contacter les auteurs).
- Si vous supprimez le contenu mis en cause (vous pouvez préalablement contacter les auteurs),

argumentez précisément cette suppression dans la page de discussion
(un manque de référence n'est pas un argument ; une recherche réelle de référence doit avoir été effectuée, être formellement documentée).
Charles Alexandre René Picart Le Doux, né le 12 juillet 1881 dans le 14° arrondissement de Paris et mort le 11 septembre 1959 dans le 14e arrondissement de la même ville, est un peintre et un graveur français, également poète et écrivain.
Il est le descendant d'une vieille famille parisienne dont on suit la généalogie à partir de 1744 avec la naissance le 29 février de Louis Picart Ledoux qui fut le premier commandant des pompiers de Paris.
Le grand père du peintre, Louis, Charles, Auguste, fut artiste peintre verrier et exécuta, entre autres, la grande rosace sud de Notre Dame de Paris. Ami de Corot, Vernet, Th. Gauthier, médaille d'or de la Reine Amélie, c'est par lui que le jeune Charles s'initie au dessein.

## Biographie
Charles Picart le Doux suit des études au lycée Janson de Sailly avant de s'engager définitivement dans la carrière artistique en suivant d'abord les cours de l'Académie Julian puis aux Beaux-Arts de Paris jusqu'en 1902. Le peintre réside tout d'abord à Montmartre et fréquente le Lapin agile où il fait la connaissance de Suzanne Valadon et de son fils Maurice Utrillo (de deux ans son cadet) et se crée des amitiés indéfectibles avec René Arcos, Charles Vildrac, Georges Duhamel, Jules Romains avec lesquels il soutiendra le groupe de l'Abbaye à Créteil, mais aussi avec Pierre Mac Orlan, Luc Durtain, Francis Carco, etc.
Dès 1903 il expose au Salon d'automne dont il deviendra sociétaire, puis au Salon des indépendants et à celui des Tuileries. En 1905 puis en 1908 il réalise d'abord un portrait puis un nu de Misia Sert. Il expose encore une fois au salon d'automne de 1906.
L’intérêt suscité par ses premières toiles conduit la galerie BLOT à Paris, à lui consacrer sa première grande exposition. La galerie Vildrac lui ouvre ses portes, bientôt suivie par bien d'autres en France.
C'est avec une grande partie de ses amis cités plus haut qu'il participe activement à l'élection puis à la réception de Jean-Pierre Brisset "prince des penseurs" le 13 avril 1913, mémorable canular initié par Jules Romains.
Dans le même esprit, et la même année mais en décembre, Picart le Doux devient membre de l'UMBM (Union Maritime de la Butte Montmartre) présidée par Pierre Le Prou et dont le club house fut accueilli avec bienveillance par le propriétaire de l'hôtel restaurant "le Tertre" par M. Bouscarat qui leur ouvre une salle au premier étage. Cette pièce donnant sur la place du Tertre fut rapidement transformée en musée, exposant livres, cartes marines, bateaux modélisés, filets, instruments de navigation hors d'usage, hareng pendu dans une cage à oiseaux et sous globe deux crânes, l'un d'enfant, l'autre d'adulte arborant l'étiquette "Christophe Colomb à 7 ans et sur l'autre 'le même à sa mort". Contrairement aux clubs nautiques de l'époque, celui-ci était ouvert et même fortement conseillé aux dames. Elles ne s'en privèrent pas.
Il a également professé longtemps à l'Académie de la Grande Chaumière.[réf. nécessaire]
Lors de la Première Guerre mondiale, Picart le Doux est incorporé dans l'armée où il officie en tant qu'infirmier dans les tranchées. Il en reviendra blessé et malade.
Dans les années 1920, Picart Le Doux expose à Paris, aux galeries Charpentier et Drouant-David. Plusieurs musées font l'acquisition de 23 toiles (Paris[Lequel ?], New-York[Lequel ?], Moscou[Lequel ?], Tokyo (collection impériale)[réf. nécessaire],. En 1921, il se lie d'amitié avec Aristide Maillol, dont il témoigne encore quelque temps avant sa mort.
En 1933, Charles Picart Le Doux reçoit la légion d'honneur. Il effectue cette année-là de nombreuses expositions en France et au Luxembourg notamment[réf. souhaitée].
Dans les années 1934-1939, il décore une partie des salons du paquebot Le Normandie et le lycée Hélène Bouchet à Paris. Il obtient la grande médaille d'or de l'exposition Internationale[Laquelle ?]. Il tient une importante exposition à la galerie Charpentier, inaugurée par les ministres de l'éducation nationale et des beaux arts.[réf. nécessaire] Il a illustré un grand nombre d'auteurs : Albert Samain (Hyalis), Charles Vildrac (Livre d'amour), Georges Duhamel, Jules Romains, Pierre Mac Orlan (qu'il a connu très jeune, quand celui-ci voulait être peintre).[réf. souhaitée]
Lors de la Seconde Guerre mondiale, le peintre s'installe en Touraine. Il reste d'abord chez Jules Romains à Saint-Avertin, puis à Tours, où il décore la préfecture et compose plus de cent toiles et portraits.
Après la guerre, il retourne à Paris dans son atelier de la rue Boisonade. Il participe à la décoration de la mairie du 14e arrondissement et tient des expositions à Saint-Nazaire, Angers, Amiens, Moulin, Besançon, Rouen et Caen notamment, au musée de Metz[Lequel ?] et Nancy[Lequel ?] et à l'étranger, à San Francisco[Où ?], Oslo[Où ?]. L'État lui commande Les poètes de l'Abbaye (Jules Romains, Georges Duhamel, Charles Vildrac, Luc Durtain).[réf. nécessaire]
Il tient sa dernière exposition à la galerie Mariac en 1959.
Charles Picart Le Doux meurt le 11 septembre 1955 à Paris. Il avait épousé en secondes noces Marcelle Pigot (1893-1961).

### Famille
Il est le père du peintre Yves Picart Le Doux, du peintre cartonnier pour tapisserie Jean Picart Le Doux (1902-1982) et de Jacqueline Picart Le Doux.

## Style
Peintre puissant dans ses paysages, sensuel dans ses nus et profond dans ses portraits, Charles Picart Le Doux, comme l'a écrit Jules Romains, « n'a jamais trahi ce qu'il considérait, à juste titre, être la bonne et vraie peinture. Il a refusé de suivre la mode ».

## Œuvres

### Ouvrages illustrés
- Le Bourgmestre de Stilmonde de Maurice Maeterlinck, illustré de trente bois dessinés et gravés, Paris, 1919
- Livre d'amour de Charles Vildrac, Paris, 1920
- L'illustre magicien de Arthur de Gobineau, Léon Pichon, 1920
- Romances sans paroles de Paul Verlaine, Paris, 1920
- Jean sans pain, histoire pour tous les enfants de Paul Vaillant-Couturier, 1921
- Histoire de Douce-Amie : conte des mille et une nuits de Joseph-Charles Mardrus, Paris, 1922
- Kir Nicolas ; Codine de Panait Istrati, bois en coleurs dessinés et gravés par Picart Ledoux, Paris, 1926
- The Branch of the Hawthorne Tree by Monk Gibbon, colour designs by Picart Le Doux, London, 1927
- La Maison de Septembre de Luc Durtain, Paris, 1928
- Œuvres complètes illustrées de Alphonse Daudet, Paris : Librairie de France, 1929-1931
- Les Fleurs du mal, pièces condamnées de Charles Baudelaire, illustré de dessins au lavis, Paris, 1931
- Bridinette de Charles Vildrac, Paris, 1935
- Le Lac, fresque du lycée Hélène-Boucher à Paris, 1938
- Ceux de Touraine, et des pays de Loire, types et coutumes de Jacques-Marie Rougé, dessins originaux de Picart Le Doux, Paris, 1941
- La Touraine de Balzac de Albert Arrault, illustré de Picart Le Doux, Tours : Arrault, 1943
- Colomba de Prosper Mérimée, 1946
- Histoire de Jane la Pâle de Honoré de Balzac, Tours: Arrault et Cie, Tours, 1947
- Chronique des Pasquier [5.], Le Désert de Bièvres de Georges Duhamel, Paris, 1951
- Les personnages de minuit : roman de Madeleine Berry, Saint-Vaast-la-Hougue (Manche): L'Amitié par le Livre, 1953
- Civilisation : 1914-1917 de Georges Duhamel, Paris, 1954
- Œdipe en colère de Jean Variot, illustré de pointes sèches, Paris, les Amis du livre moderne, 1955
- Histoire d'âne pauvre et de cochon gras de Paul Vaillant-Couturier, éditions La Farandole, 1956
- Escales d'automne de  Fernand Chaffiol-Debillemont ; frontispice de Charles Picart Le Doux, 1958
- Le Lys dans la vallée, Le Chef-d'œuvre inconnu et des œuvres de Balzac sur la Touraine
- L'Écharpe de suie de Pierre Mac Orlan, illustré de seize aquarelles originales

### Publications
- Exposition Picart le Doux (catalogue), Galerie Eugène Blot, Paris, 1910
- Picart Le Doux (catalogue), Paris, 1945
- Monelle de Montmartre (récit), préface de Pierre Mac Orlan, illustrations de l'auteur, Paris, 1953.
- Discrédit (poèmes), Michel Brient éditeur, 1956.
- Nacres, thrènes et poèmes, Paris, 1959.

## Salons
- Salon d'automne de 1923 : Baigneurs ; Paysage[20]

## Élèves
- Yvette Alde
- Pauline Boutal